# Fågel blå (Atterbom)
Fågel blå var ett sagospel som skrevs av Per Daniel Amadeus Atterbom som var aktiv under romantiken. 
Atterbom sysslade under flera skeden av sitt liv mer eller mindre med detta sagospel. Han påbörjade det i sitt 24:e år, och han skrev på det ännu i sitt 66:e, det levnadsår som blev hans sista. Men detta hans ungdoms, mannaålders och ålderdoms älsklingsverk blev aldrig fullbordat. Det utgavs först efter skaldens död.
Folksagan Fågel blå kommer ursprungligen från orienten och kom via Frankrike till Sverige. Den nådde Norden på 1700-talet. Den handlar om en prins som av ett troll förvandlas till en blå fågel (papegoja) och i denna gestalt besöker sin älskade, en prinsessa, varvid han en gång såras genom utsatta eggjärn. Genom prinsessans kärlek återfår han sin vanliga skepnad... Sagan har på svenska dramatiserats av två svenska författare, dels en på vers av Atterbom som aldrig blev fullbordad (utgiven 1858) och dels en på prosa av Anders Lindeberg. Sagan ingår i Per Olof Bäckströms Svenska folkböcker: sagor, legender och äventyr (1845–1848).